# Czeklin
Czeklin – opuszczona wieś położona w województwie lubuskim, w powiecie krośnieńskim, w gminie Bobrowice.
W latach 1975–1998 miejscowość należała administracyjnie do województwa zielonogórskiego.
Czeklin jako Schegeln wieś z kościołem (Pagus cum templo) pojawia się już na mapie Willema i Joana Blaeu z 1645 roku.
Czeklin (Schegeln) naniósł na pochodzącej z pierwszej połowy XVIII wieku mapie Czech, Łużyc, Moraw i Śląska „Regnum Bohemiae eique annexae Provinciae ut Ducatus Silesia Marchionatus Moravia et Lusatia accuratissime delineata” Michael Kauffer (1673-1756).
Na mapie Franza Ludwiga Gussefelda z 1773 roku występuje pod nazwą Schlegeln, spotykana była nazwa również Scheegeln.
Na mapie z 1947 roku Czeklin występuje jako Żychlin.
Zabudowania na terenie dawnej wsi zostały rozebrane, a materiał z rozbiórki posłużył między innymi do budowy kaplicy w Bronkowie. Jedynym, w pełni zachowanym obiektem jest przydrożny krzyż. W 1910 roku wieś zamieszkiwało 192 mieszkańców, a w 1939 roku 208.

## Galeria

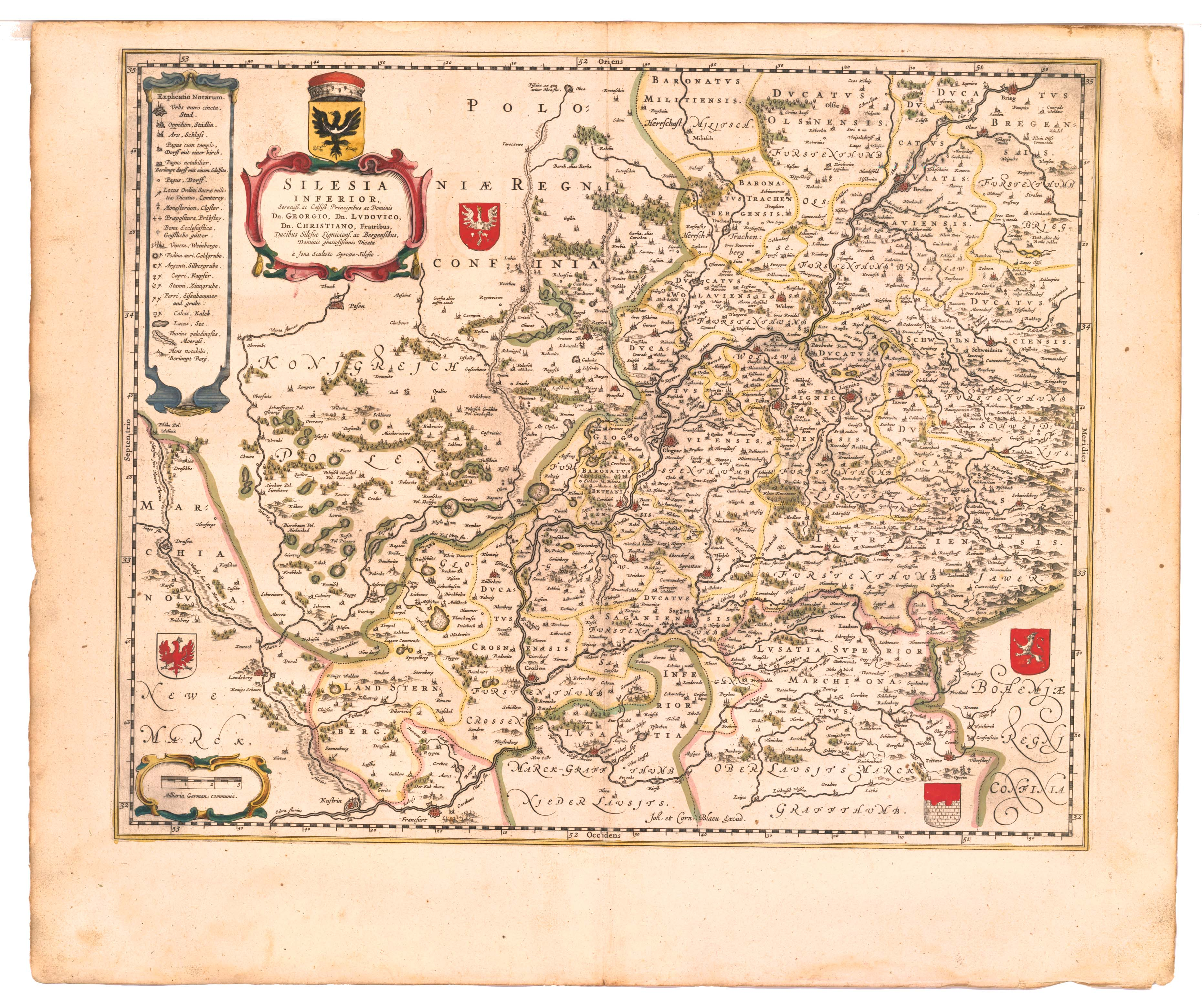
Czeklin na mapie Dolnego Śląska z 1645 roku – Willema i Joana Blaeu
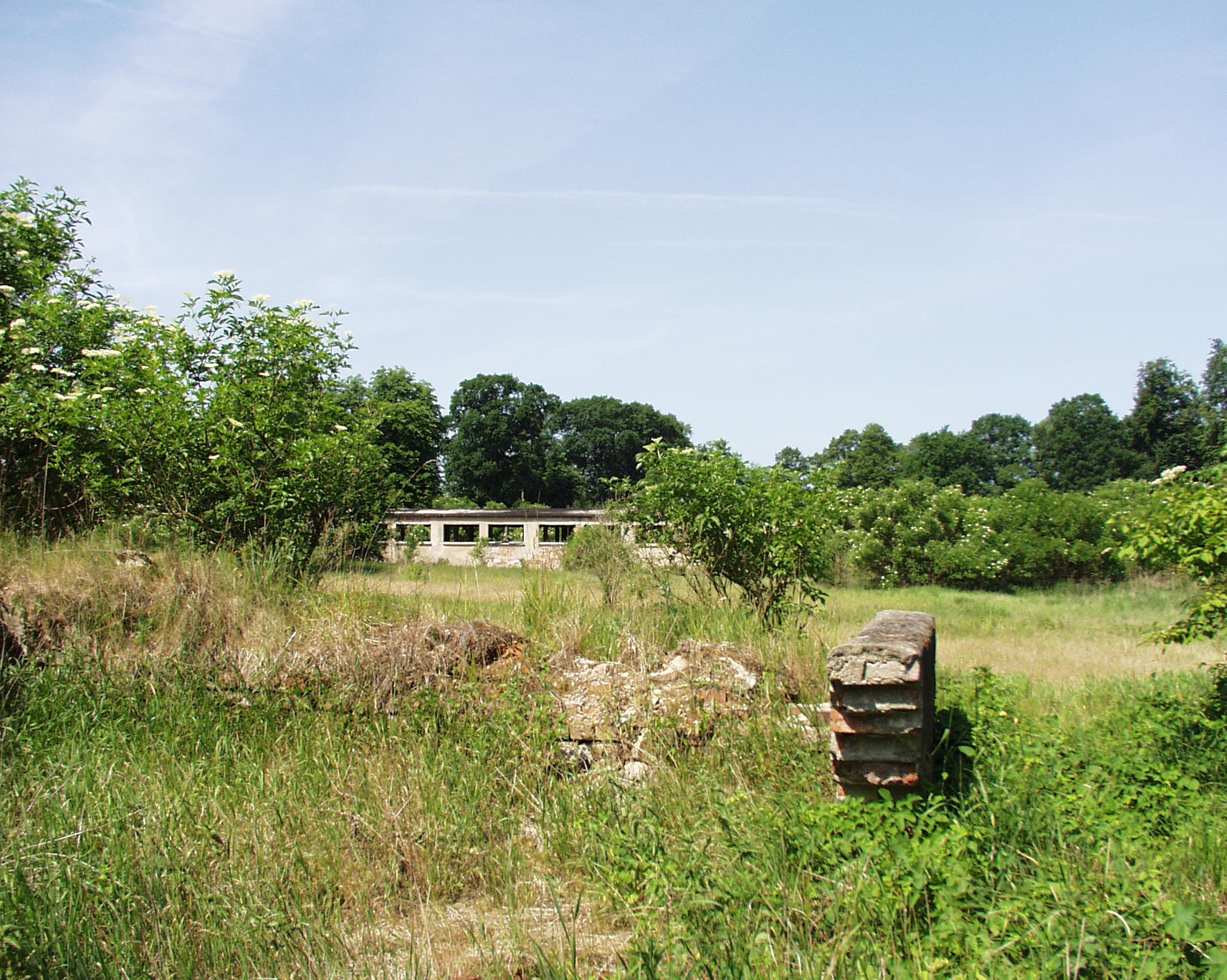
Pozostałości zabudowań – w głębi ruiny świniarni
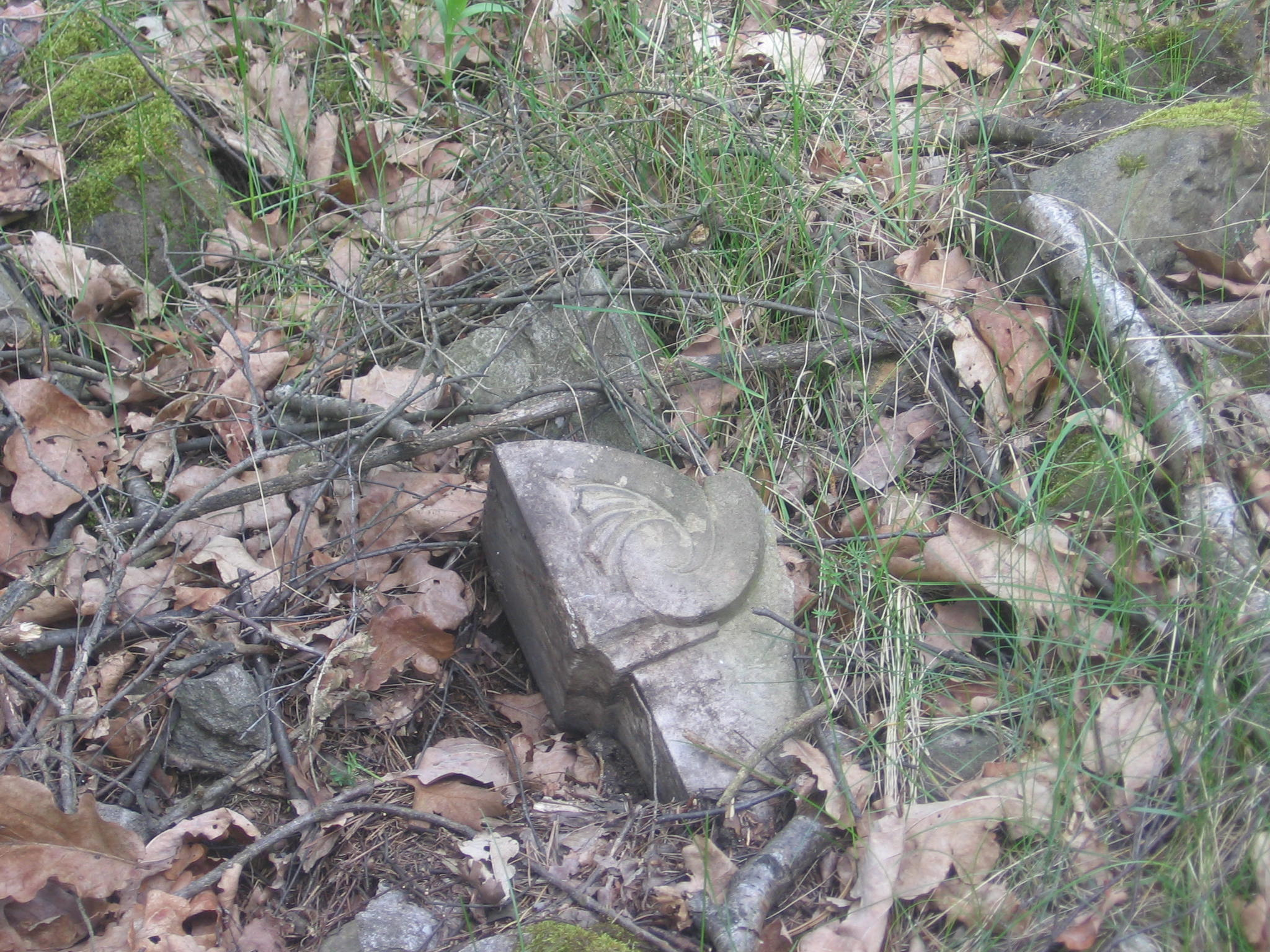
Fragment nagrobka
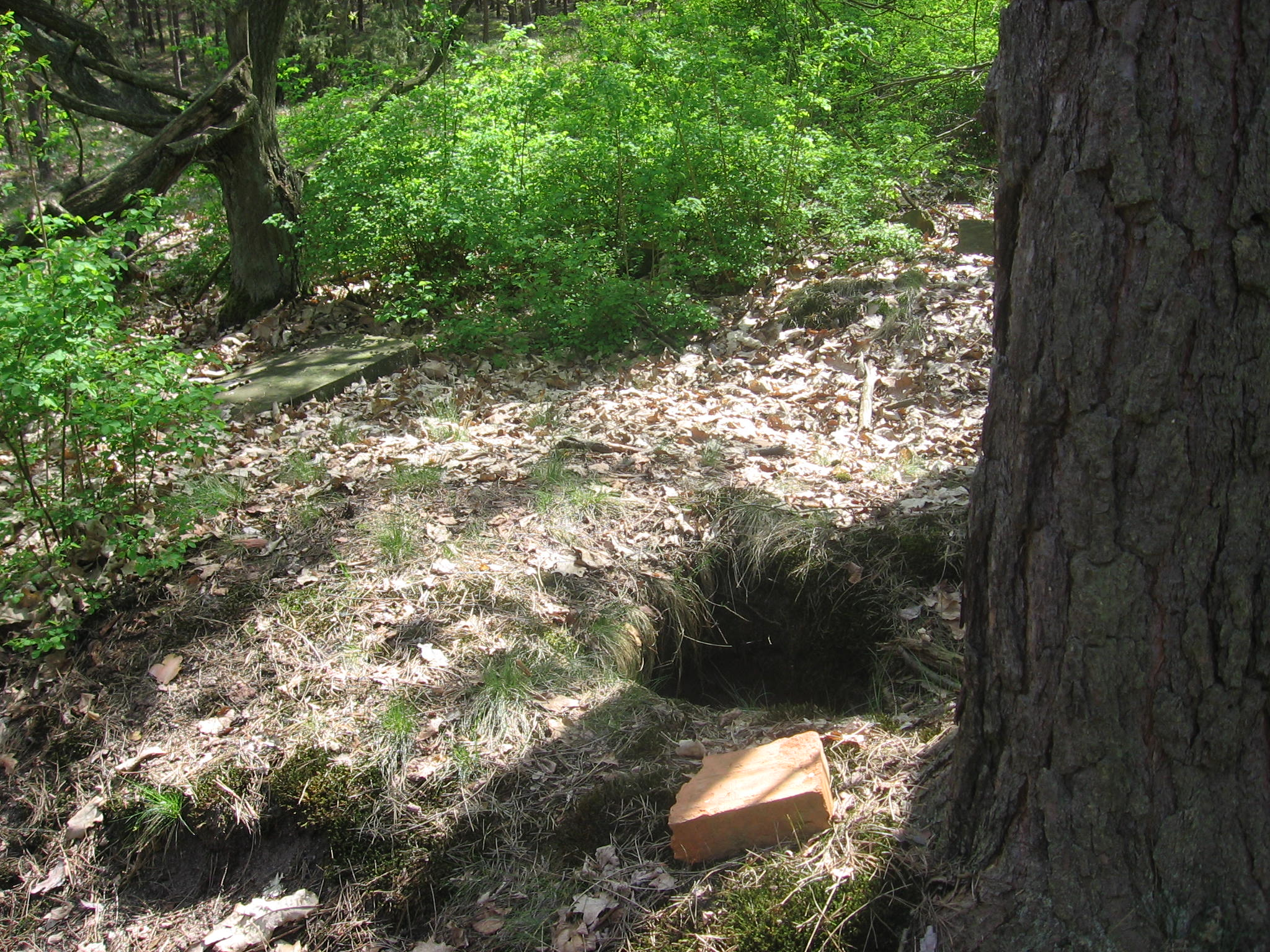
Pozostałości cmentarza
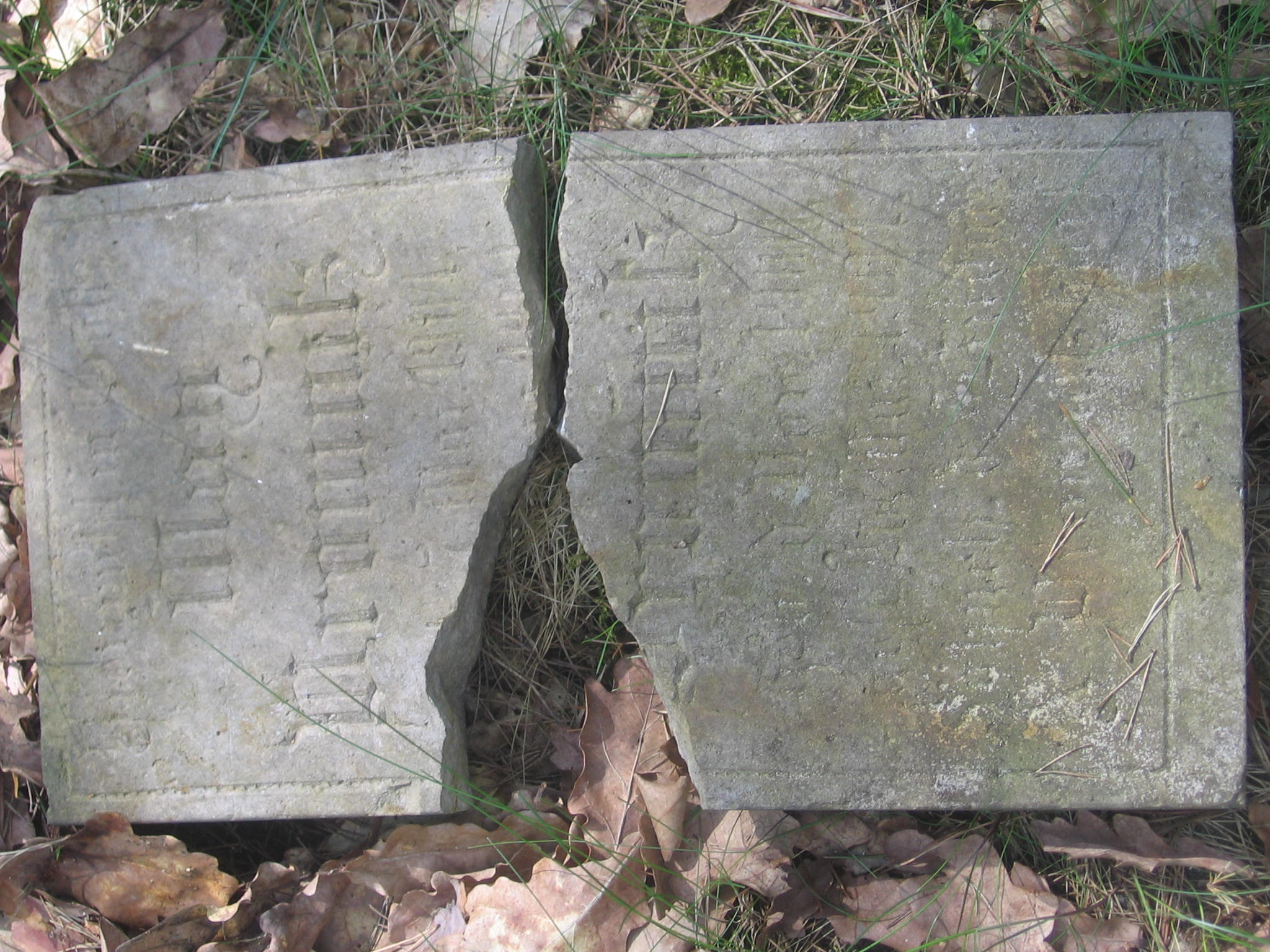
Płyta nagrobna